# Список доменних печей Європи
Список доменних печей Європи — перелік доменних печей, розташованих у країнах Європи.

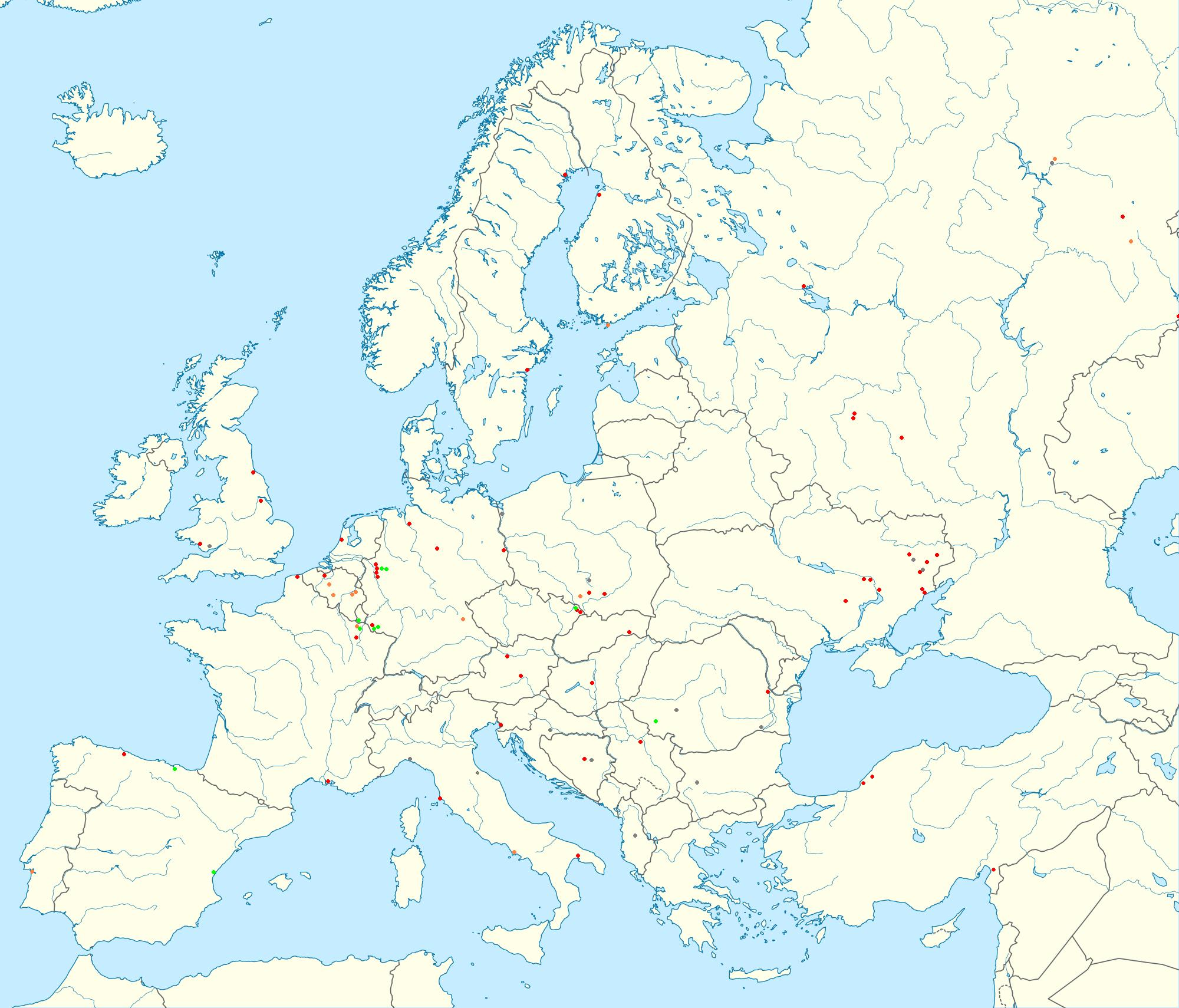
Місця розташування доменних печей у Європі у 2000—2015 роках. Червоний колір — місця, де є працюючі доменні печі, жовто-гарячий колір — зупинені доменні печі, зелений колір — доменні печі, що їх залишено як пам'ятки промислової історії, сірий колір — демонтовані доменні печі.

На сучасному (2015) рівні розвитку чорної металургії доменна піч є основним агрегатом для одержання заліза з залізної руди. Одержання заліза полягає у відновленні його з оксидів заліза, карбонатів заліза та деяких інших сполук, що є рудними мінералами залізних руд. Продуктом плавки у доменній печі є чавун. На доменних печах виплавляють переробний чавун, ливарний чавун та спеціальні чавуни (феросплави). Абсолютну більшість чавуну, що виплавляється у доменних печах, становить переробний чавун, що призначений для переробки на сталь. Виплавлення чавуну у доменних печах є початковим виробничим процесом на металургійних заводах з повним металургійним циклом. Давно розробляються й впроваджуються способи безпосереднього виробництва заліза, однак на цьому рівні розвитку вони не можуть конкурувати з доменним процесом за обсягами виробництва.
Кількість доменних печей у різних країнах не є сталою. У країнах Європи у другій половині 20 століття і на початку 21 століття кількість доменних печей значно зменшилася. Наприклад, у Бельгії і Люксембурзі у 1960 році працювали 60 доменних печей, а у 1999 році — лише 2. У Німеччині з 1990 по 2008 рік кількість доменних печей зменшилася з 92 до 58 штук. Причиною зменшення кількості доменних печей є розвиток доменного виробництва, що полягає, зокрема, у збільшенні об'ємів нових доменних печей, покращенні якості шихтових матеріалів, вдосконалені технології доменного процесу, що дозволяє отримувати ту саму або більшу кількість чавуну з меншої кількості доменних печей. В окремих випадках виведення з експлуатації доменних печей викликане економічними причинами.
У списку містяться лише доменні печі конструкції 20 століття. У данному списку подається перелік доменних печей на 85 діючих і закритих металургійних заводах і комбінатах, що були і є в Європі у період від 2000 року, включаючи і тих, що були демонтовані. Окремі доменні печі країн Європи, що були на початку 21 століття, вже демонтовані (подекуди разом зі своїми заводами), окремі доменні печі після видувки (зупинки) були залишені як пам'ятки історії промисловості.
| № п/п | Розташування | Фото | Підприємство і компанія-власник                                                            | Кіль- кість печей | Стан (див. примітки)                                                                                              | № — Корис- ний об'єм, м³                    | Рік припи- нення роботи | Рік де- монтажу             |
| --- | --- | ---- | ------------------------------------------------------------------------------------------ | ----------------- | --- | ------------------------------------------- | ----------------------- | --------------------------- |
| 1 | Австрія, Леобен, район Донавіц 47°22′54.5″ пн. ш. 15°03′28.7″ сх. д. / 47.381806° пн. ш. 15.057972° сх. д.                                                                   |      | Завод у Донавіці, voestalpine                                                              | 2                 | в експлуатації | 1205 1343                                   | —                       | —                           |
| 2 | Австрія, Лінц, 48°16′41.01″ пн. ш. 14°19′53.3″ сх. д. / 48.2780583° пн. ш. 14.331472° сх. д.                                                                                 |      | Металургійний комбінат у Лінці, voestalpine                                                | 3 (4)             | в експлуатації — 3, демонтована — 1                                                                               | 1146 1175 1201 3125                         | —                       | —                           |
| 3 | Албанія, Ельбасан, 41°05′15.6″ пн. ш. 20°01′38.1″ сх. д. / 41.087667° пн. ш. 20.027250° сх. д.                                                                               |      | «Сталь партії», Kürüm International                                                        | 2                 | демонтовані | 310 310                                     | 1991                    | 2006                        |
| 4 | Бельгія, Серен, район Угре 50°36′23.01″ пн. ш. 5°32′44.2″ сх. д. / 50.6063917° пн. ш. 5.545611° сх. д.                                                                       |      | Завод в Угре, ArcelorMittal Liège                                                          | 1                 | зупинена | 1677                                        | 2011                    | —                           |
| 5 | Бельгія, Серен 50°36′23.2″ пн. ш. 5°30′24.01″ сх. д. / 50.606444° пн. ш. 5.5066694° сх. д.                                                                                   |      | Завод у Серен, ArcelorMittal Liège                                                         | 1                 | демонтована | 1680                                        | 2008                    | 2017                        |
| 6 | Бельгія, Гент, район Зельзате 51°10′12.7″ пн. ш. 3°48′17.8″ сх. д. / 51.170194° пн. ш. 3.804944° сх. д.                                                                      |      | ArcelorMittal Ghent                                                                        | 2                 | в експлуатації | 1783 2555                                   | —                       | —                           |
| 7 | Бельгія, Шарлеруа, район Марсінель 50°24′39.01″ пн. ш. 4°25′26.01″ сх. д. / 50.4108361° пн. ш. 4.4238917° сх. д.                                                             |      | Carsid-Duferco                                                                             | 1                 | зупинена | 1490                                        | 2008                    | —                           |
| 8 | Бельгія, Тюбіз, район Клебек 50°40′59.8″ пн. ш. 4°13′13.4″ сх. д. / 50.683278° пн. ш. 4.220389° сх. д.                                                                       |      | Duferco                                                                                    | 1 (3)             | зупинена і залишена 1 піч, демонтовано 2 печі                                                                     | 1366 681 681                                | 2001                    | —                           |
| 9 | Болгарія, Софія, район Кремиковці 42°44′50.4″ пн. ш. 23°32′12.8″ сх. д. / 42.747333° пн. ш. 23.536889° сх. д.                                                                |      | Кремиковський металургійний комбінат                                                       | 3                 | демонтовані | 1033 1033 1033                              | 2008                    | 2012                        |
| 10 | Боснія і Герцеговина, Зениця 44°13′05.8″ пн. ш. 17°54′06.8″ сх. д. / 44.218278° пн. ш. 17.901889° сх. д.                                                                     |      | ArcelorMittal Zenica                                                                       | 1                 | в експлуатації | 2000                                        | 2008                    | 2012                        |
| 11 | Боснія і Герцеговина, Вареш-Майдан 44°08′28.01″ пн. ш. 18°19′14.7″ сх. д. / 44.1411139° пн. ш. 18.320750° сх. д.                                                             |      | —                                                                                          | 2                 | демонтовані | —                                           | 1992                    |                             |
| 12 | Велика Британія, Англія, Редкар, Тіссайдська агломерація 54°37′31.1″ пн. ш. 1°07′25.7″ зх. д. / 54.625306° пн. ш. 1.123806° зх. д.                                           |      | Тіссайдський металургійний завод                                                           | 1                 | в експлуатації | 3628                                        | —                       | —                           |
| 13 | Велика Британія, Англія, Сканторп 53°34′54.3″ пн. ш. 0°36′58.1″ зх. д. / 53.581750° пн. ш. 0.616139° зх. д.                                                                  |      | Сканторпський металургійний завод                                                          | 4                 | в експлуатації | 1255 1360 1537 1537                         | —                       | —                           |
| 14 | Велика Британія, Уельс, Лланверн (біля Ньюпорта), 51°34′39.9″ пн. ш. 2°54′40.01″ зх. д. / 51.577750° пн. ш. 2.9111139° зх. д.                                                |      | Лланвернський металургійний завод                                                          | 2?                | демонтовані |                                             | —                       | після 2004                  |
| 15 | Велика Британія, Уельс, Порт-Толбот 51°34′40.1″ пн. ш. 3°46′30.7″ сх. д. / 51.577806° пн. ш. 3.775194° сх. д.                                                                |      | Порт-Толботський металургійний завод                                                       | 2                 | в експлуатації | 1374 1787 2134                              | —                       | —                           |
| 16 | Іспанія, Сестао 43°18′43.1″ пн. ш. 3°00′03.5″ зх. д. / 43.311972° пн. ш. 3.000972° зх. д.                                                                                    |      | Металургійний завод в Сестао, Альтос-Орнос-де-Біскайя                                      | 1                 | залишено як пам'ятку історії промисловості                                                                        | 757                                         | 1996                    | —                           |
| 17 | Іспанія, Сагунт 39°39′52.7″ пн. ш. 0°14′45.9″ зх. д. / 39.664639° пн. ш. 0.246083° зх. д.                                                                                    |      | Металургійний завод у Сагнуті, Альтос-Орнос-дель-Медітерранео                              | 1                 | залишено як пам'ятку історії промисловості                                                                        |                                             | 1986                    |                             |
| 18 | Іспанія, Хіхон 43°31′35.1″ пн. ш. 5°43′57.3″ зх. д. / 43.526417° пн. ш. 5.732583° зх. д.                                                                                     |      | Металургійний завод у Хіхоні                                                               | 2                 | в експлуатації | 2731 2731                                   | —                       | —                           |
| 19 | Італія, Генуя, район Корнільяно |      | Металургійний комбінат у Корнільяно                                                        | 1 (?)             | демонтовано | ?                                           | 2005                    |                             |
| 20 | Італія, Неаполь, район Баньолі 40°48′48.8″ пн. ш. 14°10′26.2″ сх. д. / 40.813556° пн. ш. 14.173944° сх. д.                                                                   |      | Металургійний комбінат у Баньйолі                                                          | 1                 | зупинена | —                                           | ?                       | —                           |
| 21 | Італія, Пьомбіно 42°56′32.6″ пн. ш. 10°32′44.1″ сх. д. / 42.942389° пн. ш. 10.545583° сх. д.                                                                                 |      | Металургійний комбінат в Пйомбіно, Gruppo Lucchini                                         | 1                 | в експлуатації | 2556                                        | —                       | —                           |
| 22 | Італія, Сервола, у складі Трієста 45°37′19.8″ пн. ш. 13°46′46.4″ сх. д. / 45.622167° пн. ш. 13.779556° сх. д.                                                                |      | Сервольський металургійний завод, Gruppo Lucchini                                          | 2                 | в експлуатації | 620 621                                     | —                       | —                           |
| 23 | Італія, Таранто 40°30′11.2″ пн. ш. 17°12′38.01″ сх. д. / 40.503111° пн. ш. 17.2105583° сх. д.                                                                                |      | Металургійний комбінат в Таранто                                                           | 5                 | в експлуатації | 2406 2448 2471 4335                         | —                       |                             |
| 24 | Люксембург, Еш-сюр-Альзет 49°30′07.3″ пн. ш. 5°56′57.9″ сх. д. / 49.502028° пн. ш. 5.949417° сх. д.                                                                          |      | Металургійний завод у Еш-сюр-Альзет, ARBED                                                 | 2                 | залишено як пам'ятку історії промисловості                                                                        |                                             | 1995 1998               |                             |
| 25 | Нідерланди, Еймейден 52°28′42.4″ пн. ш. 4°35′20.6″ сх. д. / 52.478444° пн. ш. 4.589056° сх. д.                                                                               |      | Металургійний комбінат у Еймейден, Corus                                                   | 2                 | в експлуатації | 2680 4200                                   |                         |                             |
| 26 | Німеччина, Бремен 53°07′33.5″ пн. ш. 8°41′24.7″ сх. д. / 53.125972° пн. ш. 8.690194° сх. д.                                                                                  |      | ArcelorMittal Bremen                                                                       | 2                 | в експлуатації | 1424 2688                                   | —                       | —                           |
| 27 | Німеччина, Айзенхюттенштадт 52°10′07.8″ пн. ш. 14°38′03.4″ сх. д. / 52.168833° пн. ш. 14.634278° сх. д.                                                                      |      | ArcelorMittal Eisenhüttenstadt                                                             | 4                 | в експлуатації — 2, зупинено — 2                                                                                  | 840 1770                                    | —                       | —                           |
| 28 | Німеччина, Дуйсбург 51°25′33.1″ пн. ш. 6°44′23.7″ сх. д. / 51.425861° пн. ш. 6.739917° сх. д.                                                                                |      | DK Recycling und Roheisen GmbH                                                             | 2                 | в експлуатації | 460 580                                     | —                       | —                           |
| 29 | Німеччина, Дуйсбург 51°22′23.6″ пн. ш. 6°43′18.8″ сх. д. / 51.373222° пн. ш. 6.721889° сх. д.                                                                                |      | Крупп-Маннесманн                                                                           | 2                 | в експлуатації | 2449 2824                                   | —                       | —                           |
| 30 | Німеччина, Дуйсбург, район Майдерейх 51°28′52.6″ пн. ш. 6°46′59.4″ сх. д. / 51.481278° пн. ш. 6.783167° сх. д.                                                               |      | Thyssen Stahl                                                                              | 3                 | залишено як пам'ятку історії промисловості, на території заводу влаштовано ландшафтний парк «Дуйсбург-Норд»       | 517 471 698                                 | 1985                    |                             |
| 31 | Німеччина, Дуйсбург, район Брукгаузен 51°29′09.2″ пн. ш. 6°43′59.8″ сх. д. / 51.485889° пн. ш. 6.733278° сх. д.                                                              |      | Металургійний завод у Брукгаузен, ThyssenKrupp Steel                                       | 2                 | в експлуатації | 2030 2120                                   |                         |                             |
| 32 | Німеччина, Дуйсбург, район Швельгерн 51°30′30.8″ пн. ш. 6°44′21.5″ сх. д. / 51.508556° пн. ш. 6.739306° сх. д.                                                               |      | Металургійний завод у Швельгерн, ThyssenKrupp Steel                                        | 2 (3)             | в експлуатації — 2, демонтовано — 1                                                                               | 3844 4769                                   |                         |                             |
| 33 | Німеччина, Зульцбах-Розенберг 49°29′16.5″ пн. ш. 11°45′51.2″ сх. д. / 49.487917° пн. ш. 11.764222° сх. д.                                                                    |      | Максхютте                                                                                  | 1                 | зупинена | 716                                         | 2002                    | —                           |
| 34 | Німеччина, Нойнкірхен 49°20′50.4″ пн. ш. 7°10′17.8″ сх. д. / 49.347333° пн. ш. 7.171611° сх. д.                                                                              |      | Нойнкірхенський металургійний завод                                                        | 2                 | залишено як пам'ятку історії промисловості                                                                        |                                             | 1982                    | —                           |
| 35 | Німеччина, Діллінген 49°20′58.01″ пн. ш. 6°44′00.9″ сх. д. / 49.3494472° пн. ш. 6.733583° сх. д.                                                                             |      | Діллінгенський металургійний завод                                                         | 3 (?)             | в експлуатації | 2358 2581                                   | —                       | —                           |
| 36 | Німеччина, Зальцгіттер 52°09′22.3″ пн. ш. 10°23′34.9″ сх. д. / 52.156194° пн. ш. 10.393028° сх. д.                                                                           |      | Металургійний завод у Зальцгіттер, Salzgitter AG                                           | 3                 | в експлуатації | 1606 2330 2510                              | —                       | —                           |
| 37 | Німеччина, Фельклінген 49°14′53.5″ пн. ш. 6°50′34.1″ сх. д. / 49.248194° пн. ш. 6.842806° сх. д.                                                                             |      | Фольклінгенський металургійний комбінат                                                    | 6                 | залишено як пам'ятку історії промисловості, є об'єктом Світової спадщини ЮНЕСКО в Німеччині                       | —                                           | 1986                    | —                           |
| 38 | Німеччина, Хаттінген 51°24′26.4″ пн. ш. 7°11′26.4″ сх. д. / 51.407333° пн. ш. 7.190667° сх. д.                                                                               |      | Thyssen Stahl                                                                              | 1                 | залишено як пам'ятку історії промисловості                                                                        |                                             | 1987                    |                             |
| 39 | Польща, Ченстохова |      | Гута Ченстохова                                                                            | 1                 | демонтовано | 1033                                        | 2001                    | 2008 (?)                    |
| 40 | Польща, Руда-Шльонська 50°17′25.01″ пн. ш. 18°52′29.07″ сх. д. / 50.2902806° пн. ш. 18.8747417° сх. д.                                                                       |      | Покуй                                                                                      | 1                 | зупинена |                                             |                         | —                           |
| 41 | Польща, Щецин |      | Гута Щецин                                                                                 | 2                 | демонтовані | 490 490                                     | 2005                    |                             |
| 42 | Польща, Домброва-Гурнича 50°20′59.01″ пн. ш. 19°16′48.01″ сх. д. / 50.3497250° пн. ш. 19.2800028° сх. д.                                                                     |      | ArcelorMittal Poland Dabrowa Gornicza                                                      | 3                 | в експлуатації | 2300 2300 2300                              | —                       |                             |
| 43 | Польща, Краков, район Нова Гута 50°04′46.6″ пн. ш. 20°05′35.2″ сх. д. / 50.079611° пн. ш. 20.093111° сх. д.                                                                  |      | ArcelorMittal Poland у Кракові                                                             | 3                 | в експлуатації | 1719 1719 2002                              | —                       | —                           |
| 44 | Португалія, Сейшал |      | Металургійний комбінат у Сейшал, компанія «Сідеруржиа насіональ»                           | 1                 | зупинено | 670                                         | 2001                    | —                           |
| 45 | Румунія, Галац 45°25′25.9″ пн. ш. 27°58′39.1″ сх. д. / 45.423861° пн. ш. 27.977528° сх. д.                                                                                   |      | Галацький металургійний комбінат                                                           | 1 (6)             | в експлуатації −1, зупинено — 4, демонтовано — 1                                                                  | 2700 1700 3500                              | —                       | —                           |
| 46 | Румунія, Решиця 45°17′45.5″ пн. ш. 21°54′13.8″ сх. д. / 45.295972° пн. ш. 21.903833° сх. д.                                                                                  |      | ТМК Решица                                                                                 | 1(2)              | збережено як пам'ятку промисловості — 1, демонтовано −1                                                           | 700                                         | 1991 (?)                | 2002                        |
| 47 | Румунія, Келераші |      | Металургійний комбінат у Келераші                                                          | 1                 | демонтовано | 3500                                        | —                       | —                           |
| 48 | Румунія, Хунедоара |      | ArcelorMittal Hunedoara                                                                    | ?                 | демонтовано | —                                           | —                       | —                           |
| 49 | РФ, Башкортостан, Бєлорєцьк 53°58′24.7″ пн. ш. 58°23′54.5″ сх. д. / 53.973528° пн. ш. 58.398472° сх. д.                                                                      |      | Бєлорєцький металургійний комбінат, Мечел                                                  | 2                 | зупинені | —                                           | 2002                    |                             |
| 50 | РФ, Тульська область, Тула, мікрорайон Коса Гора 54°07′18.6″ пн. ш. 37°33′34.6″ сх. д. / 54.121833° пн. ш. 37.559611° сх. д.                                                 |      | ВАТ Косогорський металургійний завод                                                       | 3                 | в експлуатації | 1066 462 740                                | —                       | —                           |
| 51 | РФ, Ліпецьк 52°33′30.1″ пн. ш. 39°36′10.8″ сх. д. / 52.558361° пн. ш. 39.603000° сх. д., а також 52°31′39.8″ пн. ш. 39°38′12.9″ сх. д. / 52.527722° пн. ш. 39.636917° сх. д. |      | ВАТ Новолипецький металургійний комбінат                                                   | 6                 | в експлуатації | 1000 2000 3200 № 6 — 3200 № 7 — 4291        | 2012 (ДП № 2) (?)       | —                           |
| 52 | РФ, Новотроїцьк 51°13′08.1″ пн. ш. 58°21′49.5″ сх. д. / 51.218917° пн. ш. 58.363750° сх. д.                                                                                  |      | ВАТ «Уральська Сталь», холдінг «Металоінвест»                                              | 4                 | в експлуатації 3 доменних печі                                                                                    | —                                           | —                       |                             |
| 53 | РФ, Пермський край, селище Паші́я 58°25′54.5″ пн. ш. 58°15′39.3″ сх. д. / 58.431806° пн. ш. 58.260917° сх. д.                                                                 |      | ВАТ Пашійський металургійно-цементний завод                                                | 1                 | зупинена | 220                                         | 2009                    |                             |
| 54 | РФ, Челябінська область, Сатка 55°02′22.4″ пн. ш. 59°01′25.5″ сх. д. / 55.039556° пн. ш. 59.023750° сх. д.                                                                   |      | ВАТ Саткинський чавуноплавильний завод                                                     | 2                 | в експлуатації | 250 350                                     | —                       |                             |
| 55 | РФ, Тула, 54°09′20.7″ пн. ш. 37°43′06.2″ сх. д. / 54.155750° пн. ш. 37.718389° сх. д.                                                                                        |      | ПАТ Тулачермет                                                                             | 3                 | в експлуатації | —                                           | —                       | —                           |
| 56 | РФ, Череповець 59°08′29.01″ пн. ш. 37°51′01.7″ сх. д. / 59.1413917° пн. ш. 37.850472° сх. д.                                                                                 |      | Череповецький металургійний комбінат, ПАТ Северсталь                                       | 4                 | в експлуатації | № 1 — 1007 № 2 — 1033 № 4 — 2700 № 5 — 5580 | —                       | —                           |
| 57 | РФ, Пермський край, Чусовий 58°17′41.2″ пн. ш. 57°48′25.7″ сх. д. / 58.294778° пн. ш. 57.807139° сх. д.                                                                      |      | Чусовський металургійний завод, «Об'єднана металургійна компанія»                          | 2                 | демонтовані | 225 1033                                    | 2009 2013               | 2009 (ДП № 2) 2014 (ДП № 1) |
| 58 | Сербія, Смедереве 44°36′14.3″ пн. ш. 20°58′05.4″ сх. д. / 44.603972° пн. ш. 20.968167° сх. д.                                                                                |      | Смедеревський металургійний комбінат                                                       | 2                 | в експлуатації | 1120 1386                                   | —                       | —                           |
| 59 | Словаччина, Кошіце 48°36′49.5″ пн. ш. 21°11′34.4″ сх. д. / 48.613750° пн. ш. 21.192889° сх. д.                                                                               |      | U. S. Steel Košice                                                                         | 3                 | в експлуатації | 2050 2050                                   | —                       | —                           |
| 60 | Угорщина, Дунауйварош 46°56′38.9″ пн. ш. 18°56′29.9″ сх. д. / 46.944139° пн. ш. 18.941639° сх. д.                                                                            |      | Дунафер                                                                                    | 2                 | в експлуатації | 960 1033                                    | —                       | —                           |
| 61 | Україна, Луганська область, Алчевськ, 48°28′40.01″ пн. ш. 38°46′31.2″ сх. д. / 48.4777806° пн. ш. 38.775333° сх. д.                                                          |      | ПАТ Алчевський металургійний комбінат, ІСД                                                 | 4                 | в експлуатації (з 2014 року перебувають в зоні окупації Росією, працюють з перервами)                             | № 1 — 3000 1386 1719                        | —                       | —                           |
| 62 | Україна, Дніпропетровська область, Кам'янське |      | ПАТ Дніпровський металургійний комбінат, ІСД                                               | 3                 | в експлуатації | № 1М — 1500 № 9 — 1386 № 12 — 1386          | —                       | —                           |
| 63 | Україна, Дніпропетровська область, Дніпро |      | ПАТ Дніпропетровський металургійний завод                                                  | 2                 | в експлуатації | № 2 — 700 № 3 — 1033                        | —                       | —                           |
| 64 | Україна, Донецька область, Єнакієве 48°13′15.7″ пн. ш. 38°13′07.5″ сх. д. / 48.221028° пн. ш. 38.218750° сх. д.                                                              |      | ПАТ Єнакієвський металургійний завод, Метінвест                                            | 2                 | в експлуатації (з 2014 року перебувають в зоні окупації Росією, працюють з перервами) (ДП № 1 зупинено у 2015 р.) | № 5 — 1513 № 3 — 1719                       | —                       | —                           |
| 65 | Україна, Донецька область, Донецьк |      | Донецький металургійний завод, ПрАТ Донецьксталь                                           | 2                 | в експлуатації (з 2014 року перебувають в зоні окупації Росією, працюють з перервами, з 2019 року — зупинені)     | № 1 — 1033 № 2 — 1033                       | —                       | —                           |
| 66 | Україна, Запорізька область, Запоріжжя |      | ПАТ Запоріжсталь                                                                           | 4                 | в експлуатації | № 2 — 1513 № 3 — 1513 № 4 — 1513 № 5 — 1513 | —                       | —                           |
| 67 | Україна, Донецька область, Костянтинівка |      | Костянтинівський металургійний завод                                                       | ?                 | демонтовано | —                                           | початок 2000-х          | —                           |
| 68 | Україна, Донецька область, Краматорськ |      | Краматорський феросплавний завод, створений на основі Краматорського металургійного заводу | 1                 | в експлуатації | —                                           | —                       | 1 — після 2012 року         |
| 69 | Україна, Дніпропетровська область, Кривий Ріг |      | АрселорМіттал Кривий Ріг                                                                   | ?                 | в експлуатації | № 8 — 2700 № 9 — 5034                       | —                       | —                           |
| 70 | Україна, Донецька область, Макіївка |      | Макіївський металургійний завод                                                            | 3 (5)             | демонтовані, 2009 року в роботі було лише 3 доменних печі                                                         |                                             | 2009                    | 2010                        |
| 71 | Україна, Донецька область, Маріуполь |      | ПАТ Металургійний комбінат «Азовсталь», Метінвест                                          | 5                 | в експлуатації станом на 2019 р. — 3                                                                              | № 2 — 1719 № 3 — 1800 № 4 — 2002            | —                       | —                           |
| 72 | Україна, Донецька область, Маріуполь |      | ПАТ Маріупольський металургійний комбінат, Метінвест                                       | 4                 | в експлуатації | № 2 — 1300 № 3 — 2000 № 4 — 2002 № 5 — 2300 | —                       |                             |
| 73 | Фінляндія, селище Лаппохья, біля міста Ганко 59°52′42.5″ пн. ш. 23°13′03.4″ сх. д. / 59.878472° пн. ш. 23.217611° сх. д.                                                     |      | Ковергар, FNsteel                                                                          | 1                 | зупинено | 570                                         | —                       | —                           |
| 74 | Фінляндія, Рааге 64°39′10.2″ пн. ш. 24°25′10.6″ сх. д. / 64.652833° пн. ш. 24.419611° сх. д.                                                                                 |      | Металургійний комбінат у Рааге , Rautaruukki                                               | 2                 | в експлуатації | 1300 1300                                   | —                       | —                           |
| 75 | Франція, Дюнкерк, 51°02′55.5″ пн. ш. 2°19′22.5″ сх. д. / 51.048750° пн. ш. 2.322917° сх. д.                                                                                  |      | ArcelorMittal Dunkerque                                                                    | 3                 | в експлуатації | 1609 1994 3626                              | —                       | —                           |
| 76 | Франція, Флоранж 49°19′38.3″ пн. ш. 6°04′26.3″ сх. д. / 49.327306° пн. ш. 6.073972° сх. д.                                                                                   |      | Металургійний завод у Флоранж, ArcelorMittal Hayange-Florange                              | 3                 | зупинені | 1270 1310 1425                              | 2011                    | —                           |
| 77 | Франція, Фос-сюр-Мер 43°26′16.5″ пн. ш. 4°53′20.2″ сх. д. / 43.437917° пн. ш. 4.888944° сх. д.                                                                               |      | ArcelorMittal Fos-sur-Mer                                                                  | 2                 | в експлуатації | 2932 2932                                   | —                       | —                           |
| 78 | Франція, Юканж 49°18′21.01″ пн. ш. 6°09′28.6″ сх. д. / 49.3058361° пн. ш. 6.157944° сх. д.                                                                                   |      | Металургійний завод в Юканж, Lorfonte                                                      | 1                 | залишено як пам'ятку історії промисловості, навколо печі влаштовано парк «Доменна піч U4»                         | 1015                                        | 1991                    | —                           |
| 79 | Франція, Понт-а-Муссон 48°53′39.1″ пн. ш. 6°03′08.9″ сх. д. / 48.894194° пн. ш. 6.052472° сх. д.                                                                             |      | Металургійний завод у Понт-а-Муссон, Saint Gobain                                          | 3                 | в експлуатації | —                                           | —                       | —                           |
| 80 | Хорватія, Сисак |      | Sisak SP MK Zeljezare                                                                      | 2                 | демонтовані | 202 202                                     | —                       | —                           |
| 81 | Чехія, біля Острави 49°47′42.2″ пн. ш. 18°19′07.3″ сх. д. / 49.795056° пн. ш. 18.318694° сх. д.                                                                              |      | ArcelorMittal Ostrava                                                                      | 4                 | в експлуатації | —                                           | —                       | —                           |
| 82 | Чехія, Тршінец, 49°40′57.01″ пн. ш. 18°39′22.9″ сх. д. / 49.6825028° пн. ш. 18.656361° сх. д.                                                                                |      | Тршінецький металургійний завод                                                            | 2                 | в експлуатації | 1373 1373                                   | —                       | —                           |
| 83 | Чехія, Острава, район Вітковіце 49°49′17.01″ пн. ш. 18°16′50.01″ сх. д. / 49.8213917° пн. ш. 18.2805583° сх. д.                                                              |      | Вітковіцький металургійний комбінат                                                        | 3                 | залишені як пам'ятки історії промисловості                                                                        | —                                           | 1998                    | —                           |
| 84 | Швеція, Лулео, 65°33′54.8″ пн. ш. 22°12′42.9″ сх. д. / 65.565222° пн. ш. 22.211917° сх. д.                                                                                   |      | Норрботтенський металургійний завод                                                        | 2                 | в експлуатації | —                                           | —                       | —                           |
| 85 | Швеція, Укселесунд, 58°40′18.5″ пн. ш. 17°07′53.1″ сх. д. / 58.671806° пн. ш. 17.131417° сх. д.                                                                              |      | Укселесундський металургійний завод                                                        | 2                 | в експлуатації | —                                           | —                       | —                           |
| Примітки. 1. Кольором позначено — підприємства, на яких всі домені печі було демонтовано, — підприємства, на яких всі домені печі було зупинено і, принаймні, тимчасово залишено. Доменні печі залишено навіть на демонтованих заводах, — доменні печі, залишені як пам'ятки історії. 2. У списку подано ті доменні печі РФ, що розташовані у її європейській частині. ММК у РФ розташований на кордоні Європи й Азії з азійського боку, тому він не представлений у даному списку. | |      |                                                                                            |                   | |                                             |                         |                             |